# Nola punctivena
Nola punctivena är en fjärilsart som beskrevs av Alfred Ernest Wileman 1916. Nola punctivena ingår i släktet Nola och familjen trågspinnare. Inga underarter finns listade i Catalogue of Life.